# Schleifstaub
Schleifstaub ist ein staubartiger Rückstand, der als Neben- bzw. Abfallprodukt beim Schleifen von Werkstoffen wie Holz oder Metall in der Industrie, im Handwerk sowie im Heimbereich entsteht. Von Schleifstäuben können neben Gesundheitsgefahren auch Explosionsgefahren ausgehen.

## Gesundheitsrisiko
Schleifstaub stellt eine Belastung der Atemluft dar. Das potenzielle Gesundheitsrisiko ist abhängig von Konzentration und Zusammensetzung der Stäube. Standardmäßig wird für die Gefahrenbeurteilung der generelle Staubgrenzwert angewandt, der für A-Staub 3 mg/m3 und für E-Staub 10 mg/m3 beträgt. Stoffspezifische Grenzwerte können jedoch niedriger liegen.
Die obigen Grenzwerte werden in vielen Fällen überstiegen. Ein Schwerpunkt bei Schleifarbeiten stellt deshalb die Stauberfassung und -beseitigung dar. Im Rahmen von Schleifarbeiten können u. a. Nassverfahren angewandt werden, um die Ausbreitung von Schleifstaub in die Atemluft zu unterbinden. Ein dem Stand der Technik entsprechendes Verfahren zur Reduzierung der Arbeitsplatzbelastung ist die Verwendung einer Absauganlage. Mittels eines Absaugarms wird großvolumig am Arbeitsplatz abgesaugt und das abgesaugte Gas einer Filteranlage zugeführt.

## Explosionsrisiko
Je nach Beschaffenheit und bearbeitetem Material kann von schwebenden Schleifstäuben ein Explosionsrisiko ausgehen. So traten bei Aluminium-verarbeitenden Betrieben bereits häufiger Staubexplosionen auf, die sich auf Schleifstäube zurückführen ließen.